# Lacus Bonitatis
Lacus Bonitatis (Latijn voor 'meer van de goedheid') is een kleine onregelmatig gevormde maanzee op de naar de Aarde toegekeerde kant van de Maan, gelegen tussen de kraters Macrobius, Macrobius W, Esclangon, Carmichael en Hill, ten noorden van Palus Somni, ten noordoosten van Sinus Amoris, en ten noordwesten van Mare Crisium. Het gebied waar Lacus Bonitatis deel van uitmaakt werd door Johannes Hevelius Paludes Cimmeriae genoemd.

## Macrobius W
Het noordelijke gedeelte van Lacus Bonitatis wordt gedomineerd door de krater Macrobius W. Deze krater vertoont een opvallend donkere overspoelde vloer.

## Carmichael en Hill
Ten zuidwesten van Lacus Bonitatis bevinden zich de twee heldere komvormige kraters Carmichael en Hill die samen een merkwaardig paar vormen tijdens volle maan.
- Kraters Carmichael en Hill, samen met Esclangon, werden nog tot voor het voltooien van het Apolloprogramma respectievelijk Macrobius A, Macrobius B, en Macrobius L genoemd.

## Stralenkratertje met opvallend ejectadeken
Het zuidelijke gedeelte van Lacus Bonitatis (tussen de kraters Macrobius, Carmichael en Hill) bevat een stralenkratertje waarvan het opvallende ejectadeken qua vorm enigszins doet denken aan de vleugels van een vlinder. Het kratertje zelf (diameter iets minder dan een kilometer) vertoont een elliptische vorm, wat erop wijst dat het object dat het kratertje heeft veroorzaakt onder een vlakke hoek insloeg. Het vlindervormige ejectadeken van dit stralenkratertje kan waargenomen worden met behulp van krachtige amateurtelescopen en aangekoppelde webcams met toegepaste digitale beeldverwerking.